# Nepomorpha
Nepomorpha é uma infraordem de insetos da ordem Hemiptera. Possuem antenas curtas e escondidas sob os olhos; patas dianteiras são raptoriais (na maioria das famílas), enquanto que as outras são modificadas para a natação. Maioria são aquáticos, com exceção da superfamília Ochteroidea. São predadores, exceto alguns Corixidae que se alimentam de algas.

## Sistemática
- Ordem Hemiptera
  - Subordem Heteroptera
    - Infraordem Nepomorpha
      - Aphelocheiroidea
      - Corixoidea
      - Naucoroidea
      - Nepoidea
      - Notonectoidea
      - Ochteroidea
      - Pleoidea